# Scopula suffecta
Scopula suffecta là một loài bướm đêm trong họ Geometridae.